# Сан Марко (Матера)
Сан Марко (итал. San Marco) је насеље у Италији у округу Матера, региону Базиликата.
Према процени из 2011. у насељу је живело 74 становника. Насеље се налази на надморској висини од 516 м.